# Bataille de la ferme du Mouquet
Première Guerre mondiale, 
Front de l'Ouest
Batailles
Bataille de la Somme
- Albert
- Crête de Bazentin
- Bois Delville
- Pozières
- Guillemont (en)
- Ginchy
- Flers-Courcelette
- Morval
- Crête de Thiepval
- Le Transloy
- Hauteurs de l'Ancre

La bataille de la Ferme du Mouquet, qui débuta le 8 août 1916 et qui prit fin le 27 septembre 1916, est une bataille constitutive de la Bataille de la Somme, dans le prolongement de la bataille de Pozières. Les troupes australiennes et canadiennes y combattirent dans des conditions particulièrement difficiles.

## Historique
La bataille de la Ferme du Mouquet, qui a commencé le 8 août 1916, se déroula pendant la Bataille de la Somme, dans le prolongement de la bataille de Pozières. Au cours de la bataille, les divisions australiennes du 1er corps de l'ANZAC, avancèrent au nord-ouest le long de la crête vers Pozières pour déloger les soldats allemands qui s'étaient solidement retranchés dans la ferme du Mouquet, avec l'appui de divisions britanniques sur leur gauche. Comme cette bataille s'enlisait, le Corps canadien prit la relève des Australiens.
La prise de la ferme du Mouquet devait précariser la situation de la forteresse de Thiepval occupée par les Allemands et qui, jusqu'alors résistait à tous les assauts britanniques. Toutefois, au moment où la bataille s'acheva à la mi-septembre, la garnison allemande résistait toujours. La ferme fut prise le 27 septembre 1916 à la suite de l'attaque générale menée lors de la bataille de la crête de Thiepval.

## Lieu de mémoire
- Stèle commémorative de la Ferme du Mouquet inaugurée en 1997. Elle est située face à la ferme du Mouquet

Sur le monument, on peut lire cette inscription : 

« La ferme du Mouquet, située sur la crête de Pozières, était un bastion central de la position défensive des Allemands durant les batailles de la Somme, de juillet à octobre 1916. À l'époque, la ferme détruite était située sur la gauche de la route qui va vers la ferme, sur la crête devant vous. Ses caves et ses tunnels profonds étaient reliés à un réseau complexe de tranchées allemandes creusées dans les champs.
Le 5 août, les Australiens furent les premiers à attaquer cette place forte. Ils venaient de subir l'énorme perte de 17.000 hommes - lors de la reprise de Pozières, à un kilomètre d'ici. Les Australiens remontèrent les pentes, centimètre par centimètre, jusqu'à la ferme du Mouquet. Chaque jour, dans un paysage de cauchemar, sous le feu implacable de l'artillerie, les soldats des deux côtés se battirent à mort pour reprendre des petits tronçons de tranchée. Après un mois de combats acharnés, le 5 septembre, près des ruines de la ferme, les Canadiens prirent la relève des soldats australiens épuisés. Vingt-cinq jours plus tard, la ferme tomba aux mains des Britanniques.
La guerre repassa sur cette crête en 1918. Bien des hommes qui se sont battus et ont perdu la vie en 1916 restent enterrés ici à jamais ; inconnus, mais non oubliés de leur Patrie, l'Australie. »

## Photos

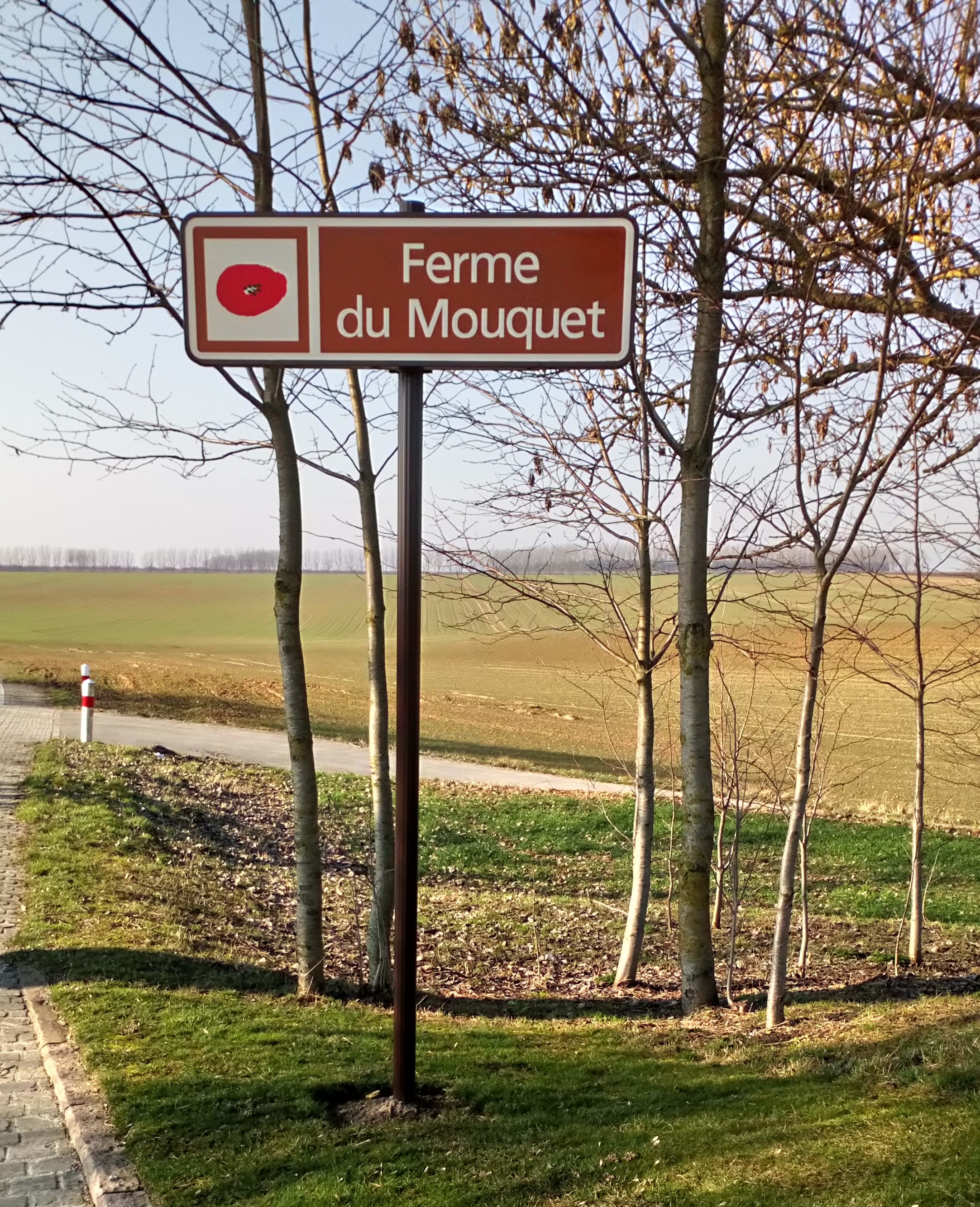
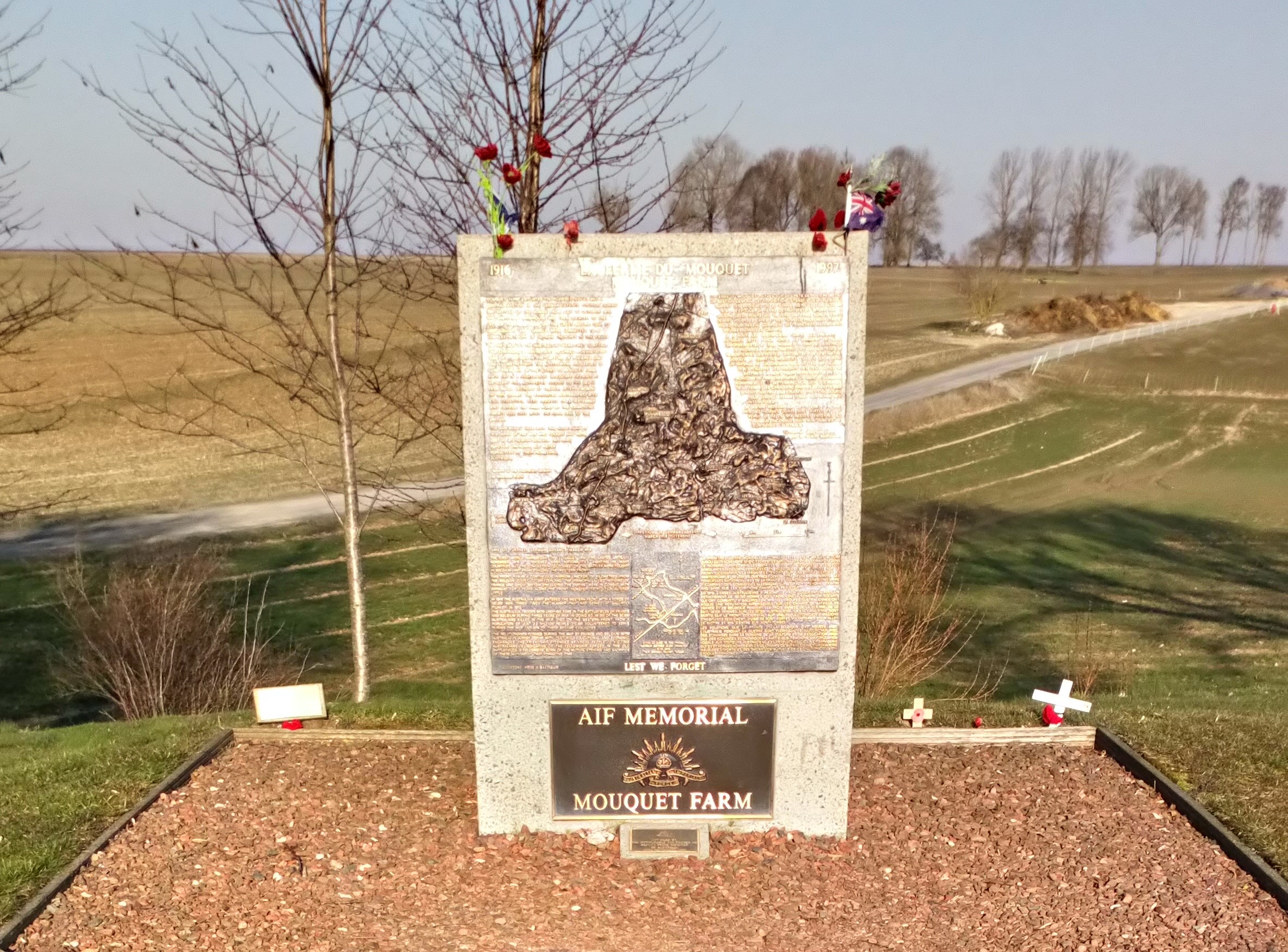
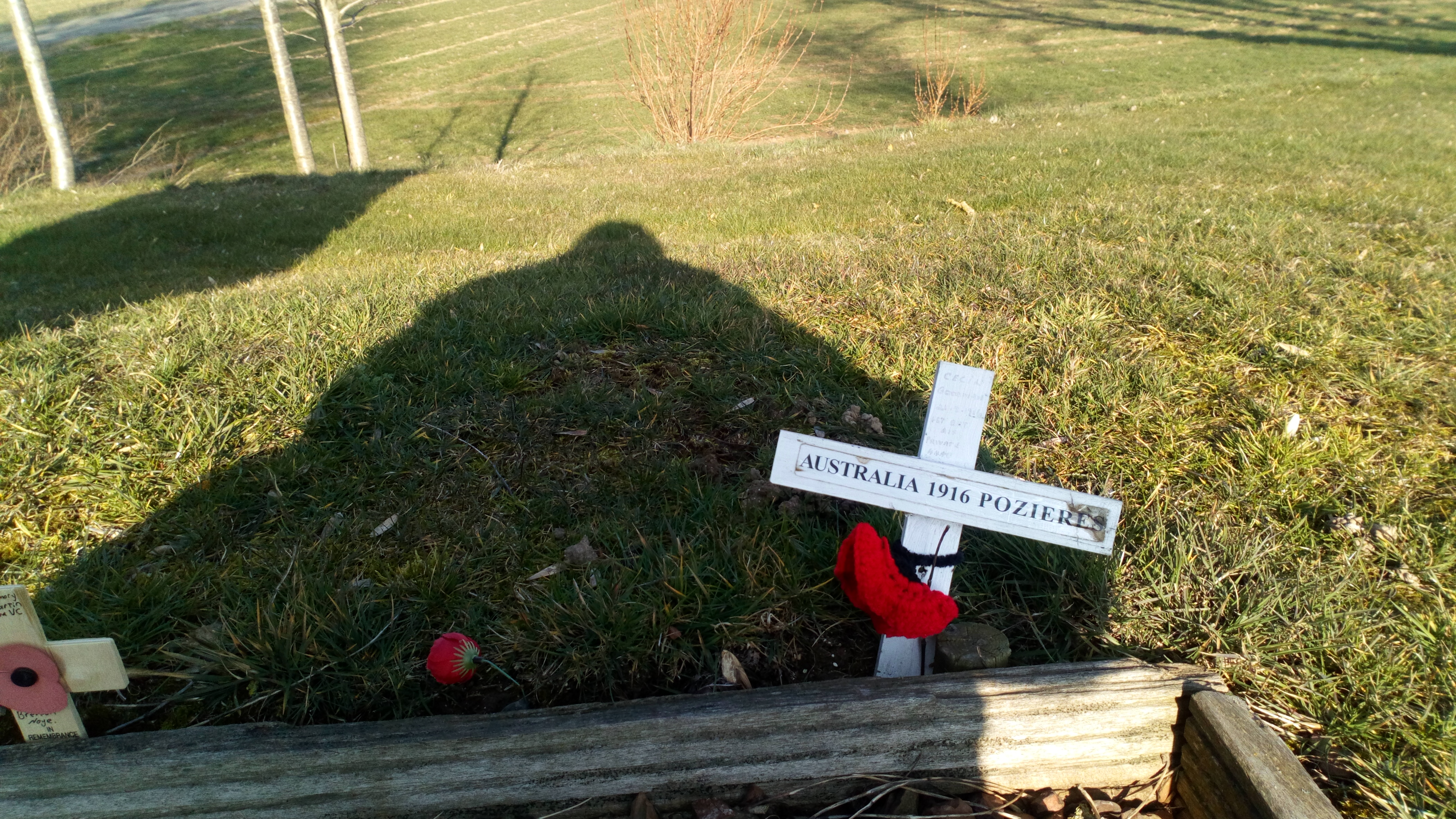

## Pour approndir